# Меліорація гірських порід
Меліорація гірських порід (рос. мелиорация горных пород, англ. rock improvement, rock melioration, нім. Gesteinsmelioration f) — розділ інженерної геології, пов'язаний з розробкою теорії, методики і методів цілеспрямованої зміни властивостей гірських порід і масивів для вирішення різних інж. завдань у галузі гірничої справи і будівництва.
М.г.п. застосовується для захисту поверхневих і підземних виробок; посилення основ будівель і споруд; попередження деформацій схилів і укосів; влаштування протифільтраційних завіс і екранів; збільшення несучої здатності паль і анкерних пристроїв. У залежності від інженерно-геологічних умов і конкретних проектних рішень використовуються дренування, механічне ущільнення, ін'єкційне ущільнення і закріплення ґрунтів, їх термо- і кріозміцнення.